# Isla del Príncipe de Gales
La isla Príncipe de Gales (en inglés: Prince of Wales Island) es la tercera mayor isla de los Estados Unidos, después de Hawái y la isla Kodiak. Es una de las islas del Archipiélago Alexander, en Alaska.
La isla mide 217 km de largo, 72 km de ancho y tiene un área de 6 675 km², algo mayor que el estado de Delaware.
Fue descubierta por el español Juan Francisco de la Bodega y Quadra en 1775, como casi todas las islas del Pacífico.

## Núcleos de población
- Coffman Cove
- Craig
- Edna Bay
- Hollis
- Hydaburg
- Kasaan
- Klawock
- Naukati Bay
- Point Baker
- Port Protection
- Port St. Nicholas
- Thorne Bay
- Waterfall
- Whale Pass

- Datos: Q601637
- Multimedia: Prince of Wales Island, Alaska / Q601637